# مارك سبنسر (موسيقي)
مارك سبنسر (بالإنجليزية: Mark Spencer)‏ هو موسيقي أمريكي، ولد في 28 سبتمبر 1957.

## وصلات خارجية
- مارك سبنسر على موقع ميوزك برينز (الإنجليزية)
- مارك سبنسر على موقع ديسكوغز (الإنجليزية)